# Vojtech Tuka
Vojtech Tuka (4. července 1880 Štiavnické Bane, tehdy Piarg – 20. srpna 1946 Bratislava) byl slovenský politik, funkcionář HSĽS, placený agent maďarské vlády, válečný zločinec a předseda vlády první slovenské republiky.

## Životopis

### Do roku 1938
Studoval práva v Budapešti, Berlíně a Paříži a v letech 1907–1914 byl profesorem na právnické fakultě ve městě Pécs a v Budapešti. V letech 1914–1919 zastával post profesora právní filozofie a mezinárodního práva na univerzitě v Prešpurku (Bratislava).
Po vzniku Československa v roce 1918 prosazoval opětovné připojení Slovenska k Maďarsku. Sám sebe označoval za Maďara. V roce 1921 došlo v jeho názorech k obratu a začal redigovat deník hlinkovských slovenských nacionalistů Slovák a zpracoval návrh zákona na přeměnu Československa v česko-slovenskou federaci. Od 30. ledna 1923 vedl polovojenskou organizaci Rodobranu, která měla za úkol chránit shromáždění SĽS před narušováním ze strany politických protivníků (činnost Rodobrany byla zastavena již 30. srpna 1923). V HSĽS se stal vůdcem extrémního pravicového křídla, které bylo orientováno protičesky a separatisticky. Vojtech Tuka působil letech 1925–1929 jako poslanec Národního shromáždění, kde vystupoval proti československé politice a zároveň se angažoval pro slovenskou spolupráci s Maďarskem. V roce 1929 byl zatčen a odsouzen za špionáž v prospěch Maďarska na 15 let vězení. Stál totiž za akcí, známou jako tzv. Tukova aféra, která měla za cíl vnitřně rozvracet ČSR. Rozšířil totiž nepravdivou informaci o údajném tajném ustanovení Martinské deklarace, podle něhož mělo být Slovensko součástí Československa jen deset let. V důsledku jeho uvěznění opustila HSĽS vládní koalici. Propuštěn z vězení byl předčasně v roce 1937.

### Po roce 1938

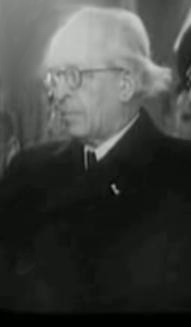
Vojtech Tuka jako předseda vlády (1943)

V rámci HSĽS prosazoval Tukův stranický soupeř Jozef Tiso vybudování autoritářského Slovenského státu, který by šel vývojově vlastní cestou, zatímco obdivovatel fašismu Tuka se snažil prosadit těsnou spolupráci s Maďarskem a nacistickým Německem. Do vedení strany se nakonec v roce 1938 dostali umírnění v čele s Jozefem Tisem, ale ani ti se nemohli vyhnout spolupráci s nacisty. Na Slovensku se pak používal verš Tiso – Tuka, jedna ruka, jehož autorem byl sám Jozef Tiso. V letech 1938–1939 se Tuka podílel na rozbíjení ČSR, v roce 1939 dokonce vedl tajné jednání s Německem. Po vzniku samostatného Slovenského státu působil mezi lety 1939 až 1944 jako předseda vlády a v letech 1940–1944 zároveň jako ministr zahraničních věcí Slovenska. V letech 1939–1942 byl i rektorem bratislavské univerzity.
Během svého působení v nejvyšších funkcích podporoval těsnou spolupráci s nacistickým Německem a koncept tzv. Velkého Slovenska. Po zahájení operace Barbarossa bez vědomí prezidenta a dalších zodpovědných institucí svévolně[zdroj?] vyhlásil válku Sovětskému svazu. Prosazoval a řídil deportace slovenských Židů do nacistických vyhlazovacích táborů. Podle svých obhájců jednal z donucení, podle řady jiných, např. Burzia (vatikánského chargé d’affaires u vlády Slovenského státu) a Tardiniho (sekretáře Kongregace pro mimořádné církevní záležitosti a poradce Pia XII. ve věcech zahraniční politiky), byl jejich přímým iniciátorem, který jednal ze svobodné vůle.[zdroj?]

### Poválečný proces a poprava
V roce 1946 byl Národním soudem v Bratislavě odsouzen k trestu smrti a 20. srpna 1946 popraven.